# Dowris-Hort
Der Dowris-Hort  ist der größte Hort der irischen Spätbronzezeit. Er wurde Anfang des 19. Jahrhunderts in Derreens unweit des Lough Coura entdeckt. Dowris (auch Doorosheath, irisch Dúros) bei Whigsborough (Baile na bhFuigeanna) liegt nordöstlich von Birr im County Offaly in Irland. Während der Bronzezeit war das Gebiet ein flacher See, der im späten Mittelalter verlandete.

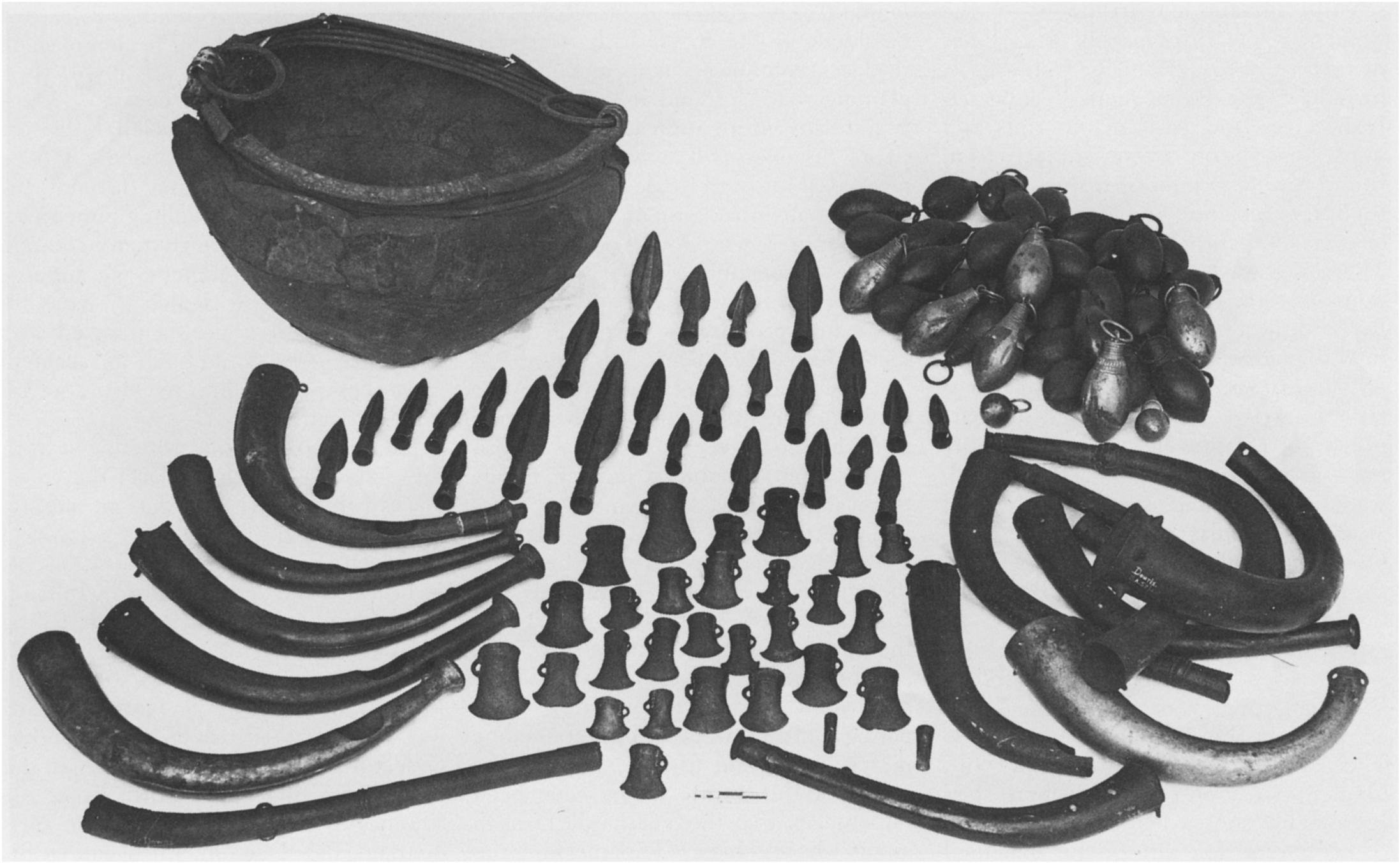
Dowris-Hort

## Fundgeschichte
Der Hort wurde beim Kartoffelpflanzen entdeckt, nach den Erinnerungen von Thomas Lalor Cooke etwa 1824. Der Fundort war ein Feld zwischen der Weide und dem Moor, lag also nicht direkt im Moor. Der Hort wurde von William Parsons und Thomas L. Cooke aus Parsonstown geborgen. Der an Antiquarien interessierte Cooke publizierte darüber einen Artikel im Dublin Penny Journal. 1848 hielt der Geistliche Dr. Robinson in der Royal Irish Academy einen Vortrag über die Funde. Cooke der den Hort erwarb und später dem British Museum übergab, sandte daraufhin ein Referat über die Auffindung des Horts ein, um „wenige unwesentliche Fehler und Nachlässigkeiten“ zu berichtigen.

## Zusammensetzung
Es handelte sich ursprünglich um mehr als 200 Stücke, Cooke spricht von „mindestens einer Pferdeladung“ von Bronzeobjekten. Der Graf von Rosse behielt einen Teil der Funde, Cooke andere, verschenkte aber auch Stücke an Sammler.
Heute befinden sich 111 Stücke im Irischen Nationalmuseum und 79 im Britischen Museum London. Darunter sind:
- 44 Speerspitzen
- 44 Crotals, birnenförmige Schellen mit einem Ring zum Aufhängen oder Festhalten, gemäß John Coles die Nachbildung von Stierhoden. Der Fund ist einmalig in Irland.
- 43 Tüllenäxte
- 26 Bronzehörner bzw. Trompeten in Form von Stierhörnern
- fünf Schwerter, 48 cm lang; eventuell aus Südengland
- Ein genieteter Bronzeeimer oder -kessel, vermutlich eine importierte Situla
- Zwei weitere Eimer, vermutlich einheimische Kopien
- diverse Werkzeuge wie Hohlmeißel, Flachmeißel und Messer.

## Datierung
Die Unterteilung der Bronzen der irischen Bronzezeit basiert auf Hort-Funden. Der Hortfund von Dowris gehört in die Ewart-Park-Phase und wurde benutzt, um die lokale Dowris Phase zu definieren. Sie gehört in Needhams Phase VI, also etwa 850–600 v. Chr.
Die „Dowris-Phase“ datiert 900–600 v. Chr.